# Poker en 2010
Cet article résume les événements liés au monde du poker en 2010.

## Tournois majeurs

### World Series of Poker 2010
Jonathan Duhamel remporte le Main Event.

### World Series of Poker Europe 2010
James Bord remporte le Main Event.

### World Poker Tour Saison 8
| Étape                       | Vainqueur          |
| --------------------------- | ------------------ |
| Southern Poker Championship | Hoyt Corkins       |
| L.A. Poker Classic          | Andras Koroknai    |
| Bay 101 Shooting Star       | McLean Karr        |
| Hollywood Poker Open        | Carlos Mortensen   |
| Bucarest                    | Guillaume Darcourt |
| WPT Championship            | David Williams     |

### World Poker Tour Saison 9
| Étape                            | Vainqueur          |
| -------------------------------- | ------------------ |
| Grand Prix de Paris              | Theo Jørgensen     |
| Spanish Championship             | Ali Tekintamgac    |
| Bellagio Cup                     | Moritz Kranich     |
| Legends of Poker                 | Andy Frankenberger |
| London Poker Classic             | Jake Cody          |
| Borgata Poker Open               | Dwyte Pilgrim      |
| Festa Al Lago                    | Randal Flowers     |
| World Poker Finals               | Jeff Forrest       |
| Amnéville                        | Sam El Sayed       |
| Marrakech                        | Sebastian Homann   |
| Five Diamond World Poker Classic | Antonio Esfandiari |

### European Poker Tour Saison 6
| Étape       | Vainqueur       |
| ----------- | --------------- |
| PCA         | Harrison Gimbel |
| Deauville   | Jake Cody       |
| Copenhague  | Anton Wigg      |
| Berlin      | Kevin MacPhee   |
| Snowfest    | Allan Bække     |
| San Remo    | Liv Boeree      |
| Monte-Carlo | Nicolas Chouity |

### European Poker Tour Saison 7
| Étape     | Vainqueur         |
| --------- | ----------------- |
| Tallinn   | Kevin Stani       |
| Vilamoura | Toby Lewis        |
| Londres   | David Vamplew     |
| Vienne    | Michael Eiler     |
| Barcelone | Kent Lundmark     |
| Prague    | Roberto Romanello |

### North American Poker Tour Saison 1
| Étape       | Vainqueur       |
| ----------- | --------------- |
| PCA         | Harrison Gimbel |
| Paradise    | Thomas Marchese |
| Uncasville  | Vanessa Selbst  |
| Los Angeles | Joe Tehan       |

### Asia Pacific Poker Tour Saison 4
| Étape    | Vainqueur            |
| -------- | -------------------- |
| Manille  | Binh Nguyen          |
| Macao    | Victorino Torres     |
| Auckland | Danny Leaoasavaii    |
| Cebu     | Vivian Im            |
| Sydney   | Jonathan Karamalikis |

### Latin American Poker Tour Saison 3
| Étape                | Vainqueur            |
| -------------------- | -------------------- |
| Punta del Este       | José Ignacio Barbero |
| Lima                 | José Ignacio Barbero |
| Florianópolis        | Matthias Habernig    |
| Rosario Grand Finale | Martin Sansour       |

### France Poker Series Saison 1
| Étape           | Vainqueur            |
| --------------- | -------------------- |
| Beaulieu        | José Ignacio Barbero |
| Divonne         | Serge Didisheim      |
| Saint-Amand     | David Jaoui          |
| Lyon            | Christophe Monnin    |
| Forges-les-Eaux | Mathieu Thiry        |

### UK and Ireland Poker Tour Saison 1
| Étape      | Vainqueur         |
| ---------- | ----------------- |
| Manchester | Joeri Zandvliet   |
| Coventry   | Gilles Augustus   |
| Nottingham | Andrew Couldridge |
| Killarney  | Femi Fakinle      |
| Brighton   | Jamie Burland     |
| Édimbourg  | Nick Risk         |
| Dublin     | Max Silver        |
| Londres    | David Vamplew     |

### UK and Ireland Poker Tour Saison 2
| Étape  | Vainqueur |
| ------ | --------- |
| Galway | Nick Risk |

### Estrellas Poker Tour Saison 1
| Étape    | Vainqueur     |
| -------- | ------------- |
| Malaga   | Vedast Sanxis |
| Alicante | José Martínez |
| Madrid   | Marc Colomé   |

### Italian Poker Tour Saison 1
| Étape         | Vainqueur          |
| ------------- | ------------------ |
| Venise 2      | Salvatore Bonavena |
| San Remo 5    | Valdemar Kwaysser  |
| Nova Gorica 2 | Giuseppe Di Cicco  |
| Saint-Marin   | Luigi Pignataro    |

### Italian Poker Tour Saison 2
| Étape       | Vainqueur           |
| ----------- | ------------------- |
| Venise      | Tamas Lendvai       |
| San Remo    | Sergio Castelluccio |
| Nova Gorica | Luca Topazio        |
| San Remo 2  | Alessandro Minasi   |
| Malte       | Michal Polchlopek   |
| San Remo 3  | Marcello Caponnetto |

### Australia New Zealand Poker Tour Saison 2
| Étape      | Vainqueur         |
| ---------- | ----------------- |
| Adélaïde   | Rennie Carnevale  |
| Perth      | Tony Hachem       |
| Sydney     | Angelo Hanataj    |
| Canberra   | Jason Gray        |
| Queenstown | Julian Cohen      |
| Gold Coast | Nauvneel Kashyap  |
| Melbourne  | Martin Kozlov     |
| Darwin     | Danny Leaoasavaii |

### Crown Australian Poker Championships 2010
Tyron Krost remporte le Main Event et Daniel Shak le High Roller.

### Partouche Poker Tour 2010
Vanessa Selbst remporte le Main Event.

## Poker Hall of Fame
Dan Harrington et Erik Seidel sont intronisés.